# Пукови новог строја
Пукови страног (новог) типа (рус. Полки иноземного (нового) строя), били су професионалне војне јединице формиране у Русији у 17. веку, наоружане и опремљене по угледу на тадашње војске западне Европе.

## Историја
Први покушај обуке руских војника по европском узору извео је Михаило Скопин-Шујски током Смутног времена, 1609.
1630. Руска влада је унајмила већи број официра у Шведској, Шкотској и Холандији, са циљем да у Русији обуче нове "војнике страног типа". Од сељака, Козака и племића формирано је шест пукова пешадије, један пук драгона (мускетара на коњима) и један пук рајтара (тешко оклопљених коњаника са пушкама). За разлику од традиционалне руске војске, нове јединице биле су опремљене и плаћене из државне благајне.
Након Смоленског рата, већина скупих пукова страног типа је расформирана. Неколико хиљада пешадинаца и драгона распоређено на јужној граници, а 1646. влада је одлучила да оснује сталне пукове страног типа. Официри су унајмљени у иностранству, нарочито Холандији, а "ратни приручник" за коришћење копља и мускете преведен је на Руски. Извршен је нови попис становништва, како би се војници регрутовали (по један на 20-100 кућа), а цар Алексеј ставио је на хиљаде "државних сељака" дуж границе у војну службу, које су у њиховим селима страни официри обучавали преко целе године као пешадинце и драгоне. 

### Организација
Војном реформом 1648. формирана су 4 типа професионалних војника:
- Рајтари, регрутовани од племића и земљопоседника. Тешка коњица, наоружана пушком, пиштољима и сабљом.
- Драгони, регрутовани од сељака, Козака и стрелаца. Пешадија на коњима, наоружана пушком, сабљом и копљем.
- Пешадија, регрутована од "државних кметова". Мускетари су били опремљени исто као стрелци (пушке и дуге секире), са додатком мачева и шлемова. Копљаници су носили оклопе и шлемове, али су укинути након 1660.
- Хусари, по узору на пољске. Тешка коњица, наоружана копљем и пиштољем.

Рајтари и хусари носили су оклоп европског типа, који је у почетку увожен, а од 1654. прављен у Тули. 

### Ратна служба
Током Пољско-руског рата(1654-1667), број пукова новог типа стално је растао (са 7% 1651. на 79% 1663). Са изузетком елитних Рајтарских пукова, пукови новог строја били су ограничене способности на бојном пољу. Међутим, они су се састојали од кметова и сељака, па их је било лакше обновити него традиционалне јединице племићке коњице и стрелаца.